# منتخب مونتسرات لكرة القدم للسيدات
منتخب مونتسرات لكرة القدم للسيدات (بالإنجليزية: Women's football in Montserrat) هو ممثل مونتسرات الرسمي في المنافسات الدولية في كرة القدم للسيدات، يديريه اتحاد مونتسرات لكرة القدم.